# 12-я танковая дивизия (вермахт)
12-я танковая дивизия (12. Panzer-Division) — тактическое соединение сухопутных войск вооружённых сил нацистской Германии. Принимала участие во Второй мировой войне. Сформирована в октябре 1940 года, на основе 2-й моторизованной дивизии.

## Формирование
12-я танковая дивизия формировалась в октябре 1940 года в Штеттине и её формирование в основном завершилось к январю 1941 года.
В основу дивизии легла 2-я моторизованная дивизия. 5-й и 25-й пехотные полки которой составили 12-ю пехотную бригаду, в то время, как три батальона 29-го танкового полка сформировали заново.
Танковый парк к весне 1941 года включал 40 PzKpfw I, 33 PzKpfw II, 109 PzKpfw 38(t), 30 PzKpfw IV, 8 командирских PzKpfw 38(t).
Дивизия вошла в состав XLVI моторизованного корпуса 11-й армии в группе армий «Ц». Возглавил дивизию генерал-майор (позднее генерал-полковник) Йозеф Харпе, ранее возглавлявший танковую школу в Цоссене.

## Боевой путь дивизии
С 22 июня 1941 года — участие в германо-советской войне, в составе 57-го мотокорпуса 3-й танковой группы генерала Гота группы армий «Центр». Располагалась в Сувалкском выступе.
Двигаясь в авангарде мотокорпуса, уже в полдень 22-го июня дивизия захватила важный мост через Неман у Меркине. Далее дивизия прошла Вороново, Ошмяны и закрепилась районе Воложина. На этом участке дивизия вела упорные бои с советскими войсками, пытающимися выйти из Минского котла в северо-восточном направлении.
Затем бои в районе Смоленска.
18 июля 1941 года советская 144-я стрелковая дивизия атаковала находящийся в обороне мотополк 12 тд  в районе Рудня.
После взятия плацдарма у Грузино пехотными частями, 18 октября 1941 года туда переправились танковые части (12-ю танковая дивизия и 20-я моторизованная дивизия) и начали наступление в направлении Тихвина.
В 1942 году — на фронте в районе Ладоги, затем в районе Невеля (с ноября 1942 — вновь в составе группы армий «Центр»).
В 1943 году бои в районе Орла (в том числе в июле 1943 — на северном фасе Курской дуги), осенью 1943 — в районе Гомеля.
С февраля 1944 — вновь под Ленинградом. Весной 1944 — отступила в район Пскова.
С осени 1944 года и до конца войны — в Курляндском котле. После капитуляции Германии 9 мая 1945 года остатки дивизии взяты в советский плен.

## Состав дивизии
В 1941 году:
- 29-й танковый полк (Panzer-Regiment 29)
- 12-я стрелковая бригада (Schützen-Brigade 12)
  - 5-й стрелковый полк (Schützen-Regiment 5)
  - 25-й стрелковый полк (Schützen-Regiment 25)
- 2-й артиллерийский полк
- 22-й мотоциклетный батальон (Kradschützen-Bataillon 22)
- 2-й противотанковый дивизион
- 32-й сапёрный батальон
- 2-й батальон связи (Nachrichten-Abteilung 2)
- 2-й полевой запасной батальон (Feldersatz-Bataillon 2)
- войска снабжения (Versorgungstruppen 2)

В 1943 году:
- 29-й танковый полк
- 5-й механизированный полк (Panzer-Grenadier-Regiment 5)
- 25-й механизированный полк (Panzer-Grenadier-Regiment 25)
- 2-й артиллерийский полк (Panzer-Artillerie-Regiment 2)
- 12-й разведывательный батальон (Panzer-Aufklärungs-Abteilung 12)
- 2-й противотанковый дивизион (Panzerjäger-Abteilung 2)
- 303-й дивизион ПВО (Heeres-Flak-Artillerie-Abteilung 303)
- 32-й сапёрный батальон (Panzer-Pionier-Bataillon 32)
- 2-й батальон связи
- 2-й полевой запасной батальон
- войска снабжения

## Командиры дивизии
- С 5 октября 1940 — генерал-майор Йозеф Харпе
- С 15 января 1942 — генерал-майор Вальтер Вессель
- С 1 марта 1943 — генерал-майор (с ноября 1943 — генерал-лейтенант) Эрпо фрайхерр фон Боденхаузен
- С 12 апреля 1945 — оберст Харальд фон Узедом

## Награждённые Рыцарским крестом Железного креста

### Рыцарский Крест Железного креста (48)
- Хайнц Байер, 17.07.1941 – оберстлейтенант, командир 22-го мотоциклетного батальона
- Фриц Хольцхаузер, 06.08.1941 – майор, командир 3-го батальона 29-го танкового полка
- Йозеф Харпе, 13.08.1941 – генерал-майор, командир 12-й танковой дивизии
- Хайнц Херцер, 21.08.1941 – обер-фельдфебель, командир сапёрного взвода 10-й роты 25-го стрелкового полка
- Вернер Тоферн, 25.08.1941 – лейтенант, командир взвода 1-й роты 5-го стрелкового полка
- Хельмут Шлёмер, 02.10.1941 – полковник, командир 5-го стрелкового полка
- Курт Лойшнер, 27.10.1941 – капитан, командир 3-го батальона 25-го стрелкового полка
- Юрген Нойманн, 01.11.1941 – лейтенант, командир 1-й роты 5-го стрелкового полка
- Иоахим фон Харбоу, 15.11.1941 – капитан, командир 1-го батальона 5-го стрелкового полка
- Дитрих фон Мюллер, 03.05.1942 – оберстлейтенант, командир 5-го стрелкового полка
- Арно Тиле, 24.09.1942 – лейтенант, командир взвода 4-й роты 29-го танкового полка
- Герхард Мёвс, 01.11.1942 – обер-лейтенант, командир 3-й роты 22-го мотоциклетного батальона
- Эрнст-Альбрехт граф фон Брокдорфф-Алефельдт, 26.12.1942 – ротмистр, командир 22-го мотоциклетного батальона
- Фриц Арндт, 31.03.1943 – обер-ефрейтор, пулемётчик штабной роты 32-го сапёрного батальона
- Карл-Хайнц Шуберт, 18.04.1943 – лейтенант, командир 9-й батареи 2-го артиллерийского полка
- Франц Язик, 22.04.1943 – унтер-офицер, командир взвода 5-й роты 5-го моторизованного полка
- Карл Пантцлафф, 08.08.1943 – майор резерва, командир 3-го дивизиона 2-го артиллерийского полка
- Вильгельм Шланг, 22.08.1943 – фельдфебель, командир взвода 2-й роты 2-го противотанкового батальона
- Герхард Фиркус, 07.09.1943 – обер-фельдфебель, командир подразделения 2-й роты 25-го моторизованного полка
- Вальтер Роде, 22.09.1943 – фельдфебель, командир взвода 6-й роты 25-го моторизованного полка
- Эрпо фрайхерр фон Боденхаузен, 17.12.1943 – генерал-майор, командир 12-й танковой дивизии
- Вольфганг Айхлер, 20.12.1943 – лейтенант резерва, командир 6-й роты 29-го танкового полка
- Роберт Любке, 07.01.1944 – обер-фельдфебель, командир взвода 1-й роты 25-го моторизованного полка
- Фриц Феллер, 23.02.1944 – лейтенант резерва, командир 1-й роты 5-го моторизованного полка
- Фридрих-Карл Крютцманн, 03.03.1944 – капитан, командир 1-го батальона 5-го моторизованного полка
- Эрвин Штрелау, 09.06.1944 – ефрейтор, командир отделения 2-й роты 5-го моторизованного полка
- Густав-Адольф Бланбуа, 20.07.1944 – капитан, командир 1-го батальона 25-го моторизованного полка
- Ганс Энгелин, 12.08.1944 – майор, командир 12-го разведывательного батальона
- Герхард Витте, 23.08.1944 – майор, командир 2-го батальона 25-го моторизованного полка
- Леон фон Ондарца, 02.09.1944 – полковник, командир 2-го артиллерийского полка
- Герберт Пфенниг, 21.09.1944 – лейтенант резерва, командир взвода 4-й роты 25-го моторизованного полка
- Пауль Земрау, 30.09.1944 – лейтенант резерва, командир 7-й роты 25-го моторизованного полка
- Карл-Хайнц Альтерманн, 04.10.1944 – обер-лейтенант, командир 1-й роты 25-го моторизованного полка
- Эрнст Клюге, 07.10.1944 – фельдфебель, командир взвода 6-й роты 25-го моторизованного полка
- Герхард Фёлькер, 26.11.1944 – обер-лейтенант резерва, командир 2-го батальона 25-го моторизованного полка
- Ганс Бишофф, 09.12.1944 – майор, командир 5-го моторизованного полка
- Генрих Берендс, 24.12.1944 – унтер-офицер, командир отделения 6-й роты 5-го моторизованного полка
- Фриц Дильц, 18.01.1945 – обер-фельдфебель, командир взвода 7-й роты 5-го моторизованного полка
- Альфред Харден, 10.02.1945 – капитан, командир 2-го батальона 29-го танкового полка
- Гюнтер Мейер, 05.03.1945 – лейтенант резерва, командир взвода 3-й роты 12-го разведывательного батальона
- Ганс-Иоахим Флёр, 05.03.1945 – обер-лейтенант резерва, командир 1-й роты 25-го моторизованного полка
- Юрген Гаусс, 28.03.1945 – капитан, командир боевой группы 12-й танковой дивизии
- Йоханнес Унруэ, 28.03.1945 – обер-фельдфебель, командир взвода 2-й роты 12-го разведывательного батальона
- Карл-Вильгельм Линдеманн, 14.04.1945 – лейтенант, командир взвода 5-й роты 29-го танкового полка
- Альбрехт Отте, 28.04.1945 – обер-лейтенант, командир 2-й роты 32-го сапёрного батальона
- Бруно Бельц, 30.04.1945 – обер-лейтенант, командир 3-й роты 25-го моторизованного полка
- Хорст Коберлинг, 30.04.1945 – обер-лейтенант резерва, командир 2-го батальона 25-го моторизованного полка
- Хайнц Вильборн, 05.05.1945 – унтер-офицер, командир отделения 9-й роты 25-го моторизованного полка

### Рыцарский Крест Железного креста с Дубовыми листьями (6)
- Йозеф Харпе (№ 55), 31.12.1941 – генерал-майор, командир 12-й танковой дивизии
- Иоганн Микль (№ 205), 06.03.1943 – полковник, командир 25-го моторизованного полка
- Дитрих фон Мюллер (№ 272), 16.08.1943 – полковник, командир 25-го моторизованного полка
- Ганс-Иоахим Калер (№ 355), 17.12.1943 – оберстлейтенант, командир 5-го моторизованного полка
- Фриц Арндт (№ 678), 09.12.1944 – фельдфебель, командир взвода 1-й роты 32-го сапёрного батальона
- Ганс Энгелин (№ 788), 16.03.1945 – оберстлейтенант, командир 25-го моторизованного полка